# Чень Басянь
Чень Басянь (кит. трад.: 陳霸先; піньїнь: Chen Baxian; 503-559) — засновник і перший імператор Чень з Південних династій.

## Життєпис
Первинно був генералом, який перебував на службі Лян. Брав участь у придушенні повстання під проводом Хоу Цзіна. 557 року повалив імператора Сяо Фанчжи й заснував нову династію — Чень. 559 року, після його смерті, престол успадкував його племінник Чень Цянь.

## Девіз правління
- Юндін (永定) 557-559